# قنجر قندل
قنجر قندل أو قنجر كبير الرأس (الاسم العلمي: Conger macrocephalus) هو من الأسماك يتبع جنس القنجر من الفصيلة القنجرية.